# Culicoides rodriguezi
Culicoides rodriguezi är en tvåvingeart som beskrevs av Ortiz 1968. Culicoides rodriguezi ingår i släktet Culicoides och familjen svidknott.
Artens utbredningsområde är Venezuela. Inga underarter finns listade i Catalogue of Life.